# おこしやす、ちとせちゃん
『おこしやす、ちとせちゃん』は、夏目靫子による日本の漫画作品。『BE・LOVE』（講談社）にて、2016年10号より2024年5月号まで連載。コウテイペンギンの雛鳥である「ちとせちゃん」が京都の町並みを散策し、人間たちと交流する姿を描く。

## キャラクター
ちとせちゃん
主人公であるコウテイペンギンのメスのヒナ鳥。生まれて間もないので、京都の何もかもが新鮮で、いつも色々な場所に赴く。京都に来た経緯は不明だが、作中描写から元々は南極大陸に住んでいた節がある。
性格は食いしん坊で、特に魚類や和菓子やアイスクリームといった甘い物に目が無い。少しドジで高所恐怖症。
なおコウテイペンギンなので、人間の言葉はしゃべらない。
雪ノ介
鞍馬山在住のコウテイペンギンの成鳥。頭に被った菅笠がトレードマーク。京都に来た経緯はちとせちゃん同様不明。性格は頭が良く、温厚で物腰柔らか。年下のちとせや春国にも敬語で話し、人間との会話も出来る。
春国
神戸在住のアデリーペンギンの成鳥(オス)。短気で気性が激しい反面、根は優しく面倒見が良い。普段は北野町にあるカフェでバイトをしながら、バイト先の店長であるおばあさんと生活している。音楽とお洒落が好きで、背中にギターケースを背負っている。雪ノ介同様人間との会話も出来る。
橘千尋
ちとせの友人で千昭の姉。京都在住の女子中学生。美術部に所属していて、ちとせをモデルに絵を描いたことも。よくドヤ顔をする。
橘千昭
ちとせの友人で千尋の弟。京都在住の男子小学生。運動神経が良く、足が速い。勉強は苦手。
風呂敷屋のおじいさん
ちとせが初めて京都に来た時に知り合った初老の男性。ちとせに風呂敷をプレゼントした。ちとせは時々風呂敷のメンテナンスに来ている。

## 書誌情報
- 夏目靫子『おこしやす、ちとせちゃん』講談社〈ワイドKC〉、全8巻
  1. 2016年11月11日発売[4]、ISBN 978-4-06-393075-7
  2. 2017年7月13日発売[5]、ISBN 978-4-06-337865-8
  3. 2018年3月13日発売[6]、ISBN 978-4-06-511148-2
  4. 2019年2月13日発売[7]、ISBN 978-4-06-514789-4
  5. 2020年3月13日発売[8]、ISBN 978-4-06-518656-5
  6. 2021年6月11日発売[9]、ISBN 978-4-06-523764-9
  7. 2022年10月13日発売[10]、ISBN 978-4-06-529544-1
  8. 2024年6月13日発売[11]、ISBN 978-4-06-535563-3

## テレビアニメ
2018年10月から2019年3月までTOKYO MX、KBS京都で、5分枠のショートアニメとして放送。全24話。ちとせちゃん以外の登場人物の声はすべて、京都出身の遊佐浩二（男キャラ）と小岩井ことり（女キャラ）が演じる。ナレーションは初めてテレビアニメにキャスティングされる堤真一が担当。なお、内容はほぼ原作どおり。

### スタッフ
- 原作 - 夏目靫子
- 監督・シリーズ構成 - 矢立きょう
- キャラクターデザイン・作画監督 - 三田潤
- 作画 - 篠田蓮、山本雄三、宮野ケイト
- 色彩設計 - のぼりはるこ
- 美術監督 - 山田ヨシノブ
- 撮影監督 - 横枕洸一
- 音楽 - こぐま
- 音響監督 - 阿部信行
- 音響効果 - 庄司修平
- アニメーション制作 - ギャザリング
- アニメーション制作協力 - レスプリ
- 製作 - VAP[12]

### エンディングテーマ
「泣く子も笑う」
第1クールで使用。作詞・作曲・歌はにゃんぞぬデシ。
「いつかどこかで」
第2クールで使用。作詞は古谷完、作曲は藤永龍太郎、編曲は竹田祐介、歌はまねきケチャ。

### 放送局
| 放送期間                                         | 放送時間                              | 放送局   | 対象地域 | 備考                      |
| ------------------------------------------------ | ------------------------------------- | -------- | -------- | ------------------------- |
| 2018年10月6日 - 2019年3月30日                    | 土曜 1:35 - 1:40（金曜深夜）          | TOKYO MX | 東京都   |                           |
|                                                  |                                       | KBS京都  | 京都府   | 作品の舞台地              |
| 2018年10月10日 - 12月26日 2019年1月11日 - 4月5日 | 水曜 23:50 - 23:55 金曜 22:40 - 22:45 | AT-X     | 日本全域 | CS放送 / リピート放送あり |

| 配信開始日     | 配信時間                     | 配信サイト |
| -------------- | ---------------------------- | --- |
| 2018年10月6日  | 土曜 更新                    | GYAO! ニコニコ動画 Rakuten TV J:COMオンデマンド ビデオパス みるプラス ひかりTV TSUTAYA TV ビデオマーケット DMM.com HAPPY!動画 |
| 2018年10月8日  | 月曜 0:55 - 1:00（日曜深夜） | AbemaTV |
| 2018年10月9日  | 火曜 更新                    | dアニメストア バンダイチャンネル                                                                                              |
| 2018年10月13日 | 土曜 更新                    | GYAO!ストア |
| 2018年11月     | 不明                         | U-NEXT アニメ放題 |
| 2018年12月     |                              | Hulu |

## DVD
| 巻 | 発売日        | 収録話          | 規格品番   | 規格品番   |
| 巻 | 発売日        | 収録話          | 豪華版     | 通常版     |
| -- | ------------- | --------------- | ---------- | ---------- |
| 1  | 2019年2月20日 | 第1話 - 第8話   | VPBY-14760 | VPBY-14763 |
| 2  | 2019年3月20日 | 第9話 - 第16話  | VPBY-14761 | VPBY-14764 |
| 3  | 2019年4月24日 | 第17話 - 第24話 | VPBY-14762 | VPBY-14765 |